# Евпаторийский
Евпаторийский мыс (укр. Євпаторійський мис) — мыс на западе Крыма на территории Евпаторийского горсовета (Крым) на берегу Каламитского залива Чёрного моря.

## Описание
Береговая линия мыса пологая аккумулятивного типа. Евпаторийский мыс ограничивает на северо-западе Каламитский залив. На мысе расположены частично жилая застройка Заозёрного (преимущественно пансионаты). На побережье мыса расположены общественные пляжи. На мысе находится Евпаторийский маяк, наивысший в Крыму, 52 м.